# دائرة قابس الانتخابية
دائرة قابس الانتخابية هي واحدة من بين 27 دائرة انتخابية تونسية. تغطي هذه الدائرة كل مساحة ولاية قابس.

## نتائج الانتخابات

### التشريعية 2014
| الحزب                                     | الحزب                    | الأصوات | النسبة | المقاعد |
| ----------------------------------------- | ------------------------ | ------- | ------ | ------- |
|                                           | حركة النهضة              | 152 58  | 50.13% | 4       |
|                                           | نداء تونس                | 821 19  | 17.09% | 1       |
|                                           | الاتحاد الوطني الحر      | 269 6   | 5.40%  | 1       |
|                                           | المؤتمر من أجل الجمهورية | 289 5   | 4.56%  | 1       |
|                                           | حركة الشعب               | 555 2   | 2.20%  | 0       |
|                                           | حزب التيار الديمقراطي    | 412 2   | 2.08%  | 0       |
|                                           | الحزب الجمهوري           | 186 2   | 1.88%  | 0       |
|                                           | الجبهة الشعبية           | 432 1   | 1.23%  | 0       |
|                                           | تيار المحبة              | 262 1   | 1.09%  | 0       |
|                                           | آفاق تونس                | 052 1   | 0.91%  | 0       |
|                                           | أحزاب وقوائم أخرى (36)   | 578 15  | 13.43% | 0       |
|                                           |                          |         |        |         |
| الاجمالي                                  | الاجمالي                 | 008 116 | 100%   |         |
|                                           |                          |         |        |         |
| الأوراق الملغاة                           |                          |         |        |         |
| الأوراق البيضاء                           |                          |         |        |         |
|                                           |                          |         |        |         |
| الناخبون                                  |                          |         |        |         |
| الإمتناع عن التصويت                       |                          |         |        |         |
| المسجلون                                  |                          |         |        |         |
| المصدر: الهيئة العليا المستقلة للانتخابات |                          |         |        |         |

### التأسيسي 2011
| الحزب                                             | الحزب                                    | الأصوات | النسبة | المقاعد |
| ------------------------------------------------- | ---------------------------------------- | ------- | ------ | ------- |
|                                                   | حركة النهضة                              | 338 73  | 53.05% | 4       |
|                                                   | المؤتمر من أجل الجمهورية                 | 776 13  | 9.97%  | 1       |
|                                                   | حزب الجبهة الوطنية التونسية              | 436 7   | 5.38%  | 1       |
|                                                   | العريضة الشعبية للحرية والعدالة والتنمية | 331 7   | 5.3%   | 1       |
|                                                   | أحزاب وقوائم أخرى (57)                   | 924 55  | 23.8%  | 0       |
|                                                   |                                          |         |        |         |
| الاجمالي                                          | الاجمالي                                 | 239 138 | 100%   |         |
|                                                   |                                          |         |        |         |
| الأوراق الملغاة/البيضاء                           | الأوراق الملغاة/البيضاء                  | 737 1   | 4.01%  |         |
|                                                   |                                          |         |        |         |
| الناخبون                                          | الناخبون                                 | 977 145 | 52.37% |         |
| الإمتناع عن التصويت                               | الإمتناع عن التصويت                      | 742 132 | 47.63% |         |
| المسجلون                                          | المسجلون                                 | 719 278 | 100%   |         |
| المصدر: جمعية تونس تنتخب وكونراد أديناور ستفتونغ. |                                          |         |        |         |

## الممثلين

### نواب الشعب
المجلس الأول
| الصورة | الاسم             | الحزب | الحزب                    |
| ------ | ----------------- | ----- | ------------------------ |
|        | محمد زريق         |       | حركة النهضة              |
|        | أمل سويد          |       | حركة النهضة              |
|        | الحبيب خضر        |       | حركة النهضة              |
|        | راضية التومي      |       | حركة النهضة              |
|        | حسونة ناصفي       |       | نداء تونس                |
|        | محمد الأمين كحلول |       | الاتحاد الوطني الحر      |
|        | صبري الدخيل       |       | المؤتمر من أجل الجمهورية |

### المجلس الوطني التأسيسي
| الصورة | الاسم              | الحزب | الحزب                                    |
| ------ | ------------------ | ----- | ---------------------------------------- |
|        | الحبيب خضر         |       | حركة النهضة                              |
|        | آمال عزوز          |       | حركة النهضة                              |
|        | عبد القادر القادري |       | حركة النهضة                              |
|        | دليلة بوعين        |       | حركة النهضة                              |
|        | نوفل الغريبي       |       | المؤتمر من أجل الجمهورية                 |
|        | فؤاد ثامر          |       | حزب الجبهة الوطنية التونسية              |
|        | مولدي الزيدي       |       | العريضة الشعبية للحرية والعدالة والتنمية |

### النواب
المجلس الثاني عشر
| الاسم              | الحزب | الحزب                      |
| ------------------ | ----- | -------------------------- |
| طاهر المسعودي      |       | التجمع الدستوري الديمقراطي |
| روضة الحمروني      |       | التجمع الدستوري الديمقراطي |
| عبد المجيد الحفيان |       | التجمع الدستوري الديمقراطي |
| عز الدين الصميتي   |       | التجمع الدستوري الديمقراطي |
| سعيدة الحفصي       |       | التجمع الدستوري الديمقراطي |
| جمال بن يحيى       |       | الحزب الاجتماعي التحرري    |
| زهير الحاج سالم    |       | حزب الوحدة الشعبية         |
| خديجة مبزعية       |       | حزب الخضر للتقدم           |

المجلس الحادي عشر
| الاسم               | الحزب | الحزب                         |
| ------------------- | ----- | ----------------------------- |
| طاهر المسعودي       |       | التجمع الدستوري الديمقراطي    |
| شاذلية بوخشينة      |       | التجمع الدستوري الديمقراطي    |
| الهادي شعير         |       | التجمع الدستوري الديمقراطي    |
| إبراهيم فوزي الطويل |       | التجمع الدستوري الديمقراطي    |
| عز الدين الصميتي    |       | التجمع الدستوري الديمقراطي    |
| العروسي النالوتي    |       | حركة الديمقراطيين الاشتراكيين |
| زهير الحاج سالم     |       | حزب الوحدة الشعبية            |

المجلس العاشر
| الاسم                | الحزب | الحزب                      |
| -------------------- | ----- | -------------------------- |
| الشاذلي النفاتي      |       | التجمع الدستوري الديمقراطي |
| شاذلية بوخشينة       |       | التجمع الدستوري الديمقراطي |
| محمد شرف الدين       |       | التجمع الدستوري الديمقراطي |
| الهادي شعير          |       | التجمع الدستوري الديمقراطي |
| إبراهيم بو عبد الله  |       | التجمع الدستوري الديمقراطي |
| عبد العزيز بن سليمان |       | الاتحاد الديمقراطي الوحدوي |

المجلس التاسع
| الاسم              | الحزب | الحزب                      |
| ------------------ | ----- | -------------------------- |
| الشاذلي النفاتي    |       | التجمع الدستوري الديمقراطي |
| شاذلية بوخشينة     |       | التجمع الدستوري الديمقراطي |
| عبد الله عروم      |       | التجمع الدستوري الديمقراطي |
| نور الدين الحشايشي |       | التجمع الدستوري الديمقراطي |
| أحمد عمار التميمي  |       | التجمع الدستوري الديمقراطي |

المجلس الثامن
| الاسم             | الحزب | الحزب                      |
| ----------------- | ----- | -------------------------- |
| محمد لسود         |       | التجمع الدستوري الديمقراطي |
| بلقاسم النجار     |       | التجمع الدستوري الديمقراطي |
| رضا الصغير        |       | التجمع الدستوري الديمقراطي |
| محمد صالح المومني |       | التجمع الدستوري الديمقراطي |
| محمد الهادي لخرش  |       | التجمع الدستوري الديمقراطي |

المجلس السابع
| الاسم               | الحزب | الحزب                                     |
| ------------------- | ----- | ----------------------------------------- |
| حسين المغربي        |       | الاتحاد الوطني (الحزب الاشتراكي الدستوري) |
| عبد العزيز عمار     |       | الاتحاد الوطني (الحزب الاشتراكي الدستوري) |
| عبد الحميد بن حميدة |       | الاتحاد الوطني (الحزب الاشتراكي الدستوري) |
| محمد صالح المومني   |       | الاتحاد الوطني (الحزب الاشتراكي الدستوري) |

المجلس السادس
| الاسم               | الحزب | الحزب                                        |
| ------------------- | ----- | -------------------------------------------- |
| محمد العروسي المطوي |       | الجبهة الوطنية (الحزب الاشتراكي الدستوري)    |
| محمد لسود           |       | الجبهة الوطنية (الحزب الاشتراكي الدستوري)    |
| حسن حمودية          |       | الجبهة الوطنية (الاتحاد العام التونسي للشغل) |
| محمود المرزوقي      |       | الجبهة الوطنية (الحزب الاشتراكي الدستوري)    |

المجلس الخامس
| الاسم                | الحزب | الحزب                                                                          |
| -------------------- | ----- | ------------------------------------------------------------------------------ |
| عبد الحميد ساسي      |       | الحزب الاشتراكي الدستوري                                                       |
| الفرجاني بالحاج عمار |       | الحزب الاشتراكي الدستوري والاتحاد التونسي للصناعة والتجارة والصناعات التقليدية |
| محمود المرزوقي       |       | الحزب الاشتراكي الدستوري                                                       |
| بشير العكرمي         |       | الحزب الاشتراكي الدستوري                                                       |
| الهادي عبد الرحيم    |       | الحزب الاشتراكي الدستوري                                                       |
| خميس بن عيسى         |       | الحزب الاشتراكي الدستوري                                                       |

المجلس الرابع
| الاسم               | الحزب | الحزب                    |
| ------------------- | ----- | ------------------------ |
| الجلولي فارس        |       | الحزب الاشتراكي الدستوري |
| عبد الحميد ساسي     |       | الحزب الاشتراكي الدستوري |
| محمد العروسي المطوي |       | الحزب الاشتراكي الدستوري |
| بشير العكرمي        |       | الحزب الاشتراكي الدستوري |
| محمود المرزوقي      |       | الحزب الاشتراكي الدستوري |

المجلس الثالث
| الاسم     | الاسم                | الحزب | الحزب                    |
| --------- | -------------------- | ----- | ------------------------ |
| الدائرة 1 | الجلولي فارس         |       | الحزب الاشتراكي الدستوري |
| الدائرة 1 | علي المرزوقي         |       | الحزب الاشتراكي الدستوري |
| الدائرة 2 | محمد العروسي المطوي  |       | الحزب الاشتراكي الدستوري |
| الدائرة 2 | حسين المغربي         |       | الحزب الاشتراكي الدستوري |
| الدائرة 2 | محمد بوعيبد الزيتوني |       | الحزب الاشتراكي الدستوري |

المجلس الثاني
| الاسم                | الحزب | الحزب                    |
| -------------------- | ----- | ------------------------ |
| الجلولي فارس         |       | الحزب الاشتراكي الدستوري |
| حسين المغربي         |       | الحزب الاشتراكي الدستوري |
| الهادي بن عياد       |       | الحزب الاشتراكي الدستوري |
| محمد بوعبيد الزيتوني |       | الحزب الاشتراكي الدستوري |
| بشير العكرمي         |       | الحزب الاشتراكي الدستوري |

المجلس الأول
| الاسم              | الحزب | الحزب                                                                 |
| ------------------ | ----- | --------------------------------------------------------------------- |
| الجلولي فارس       |       | الجبهة الوطنية (الحزب الحر الدستوري الجديد)                           |
| محمد لصفر جراد     |       | الجبهة الوطنية (الاتحاد التونسي للصناعة والتجارة والصناعات التقليدية) |
| أحمد بن عبد الكريم |       | الجبهة الوطنية (الاتحاد التونسي للصناعة والتجارة والصناعات التقليدية) |
| محمد النفطي        |       | الجبهة الوطنية (الحزب الحر الدستوري الجديد)                           |
| يوسف لبوز          |       | الجبهة الوطنية (الاتحاد العام التونسي للشغل)                          |

### المجلس القومي التأسيسي
| الصورة | الاسم                                  | الحزب | الحزب                                                                                                 |
| ------ | -------------------------------------- | ----- | --- |
|        | الجلولي فارس                           |       | الجبهة الوطنية (الحزب الحر الدستوري الجديد)                                                           |
|        | عبد الرحمان مجول                       |       | الجبهة الوطنية (الاتحاد التونسي للصناعة والتجارة والصناعات التقليدية)                                 |
|        | أحمد بن عبد الكريم                     |       | الجبهة الوطنية (الاتحاد التونسي للصناعة والتجارة والصناعات التقليدية)                                 |
|        | عبد العزيز النوري عوضه الصادق خلف الله |       | الجبهة الوطنية (الحزب الحر الدستوري الجديد) ثم الجبهة الوطنية (الاتحاد التونسي للفلاحة والصيد البحري) |
|        | الطاهر دباية                           |       | الجبهة الوطنية (الحزب الحر الدستوري الجديد)                                                           |